# Kościół Matki Bożej Częstochowskiej w Kasinie Wielkiej
Kościół Matki Bożej Częstochowskiej w Kasinie Wielkiej – murowana świątynia rzymskokatolicka w Kasinie Wielkiej, pełniąca funkcję kościoła parafialnego miejscowej parafii.
Kościół został wybudowany za probostwa ks. Mariana Juraszka, który dostał polecenie od kard. Karola Wojtyły, aby w Kasinie wybudować nowy kościół. Fakt ten upamiętnia obraz na bocznej ścianie kościoła przedstawiający Jana Pawła ll, a w tle nowy kościół Matki Boskiej Częstochowskiej.
Zezwolenie na budowę nowego kościoła w Kasinie uzyskano 2 grudnia 1980. 14 sierpnia 1982 kardynał Franciszek Macharski poświęcił plac pod budowę kościoła. 13 września 1987 wmurowano kamień węgielny i odprawiona została w jeszcze budowanej świątyni pierwsza msza święta.
Uroczystego poświęcenia kościoła dokonał kardynał Macharski 22 lipca 1999.
W ołtarzu głównym umieszczono duży kamienny krzyż, obok którego wisi obraz Matki Bożej Bocheńskiej, przeniesiony ze starego kościoła. Kościół posiada dwie kaplice, Miłosierdzia Bożego i Matki Boskiej Fatimskiej. W kościele wisi wiele obrazów.